# Custo marginal

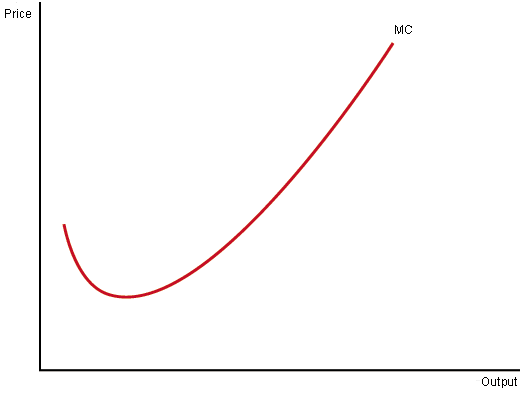
Representação gráfica do custo marginal

Em economia e finanças, custo marginal é a mudança no custo total de produção advinda da variação em uma unidade da quantidade produzida. Por outras palavras, podemos ainda dizer que o custo marginal representa o acréscimo do custo total pela produção de mais uma unidade, podendo ainda dizer-se que é o corresponde ao custo da última unidade produzida.
Matematicamente, a função de custo marginal ({\displaystyle \mathop {Cmg} }) é expressa como a derivada da função do custo total ({\displaystyle CT}) em termos da quantidade total produzida ({\displaystyle Q}), como se segue:
{\displaystyle \mathop {Cmg} ={\frac {dCT}{dQ}}}
Em um gráfico, a curva que representa a evolução do custo marginal é uma parábola côncava, devido à Lei dos rendimentos decrescentes. No ponto mínimo de curva, se encontra o número de bens que devem ser produzidos para que o custo marginal seja mínimo. O custo marginal começa por ser decrescente, tem um valor mínimo, passando depois a ser representado por uma curva crescente. Este andamento, do custo marginal, é explicado por dois fatores: numa primeira fase, o custo marginal cai porque os custos fixos são progressivamente diluídos por mais unidades. A partir de determinado ponto impera a já referida Lei dos rendimentos decrescentes.

## Custo marginal e o custo médio
Relação entre o custo marginal, o custo médio e o custo variável médio (em concorrência perfeita). Enquanto o custo marginal for inferior ao custo médio, o primeiro faz baixar o valor do segundo. Quando o custo marginal (custo de cada produto adicional) for exatamente igual ao custo médio (custo de cada produto produzido), este não está nem a aumentar nem a diminuir, e situa-se exatamente onde o custo médio é mínimo. A partir do ponto, onde o custo marginal se situa acima do custo médio, aquele começa a puxar este para cima. Deste modo, a curva de custo médio é uma curva em U, sendo o respectivo ponto mínimo aquele em que o custo marginal iguala o custo médio e, sendo consequentemente, coincidente com o custo mínimo. O ponto de intersecção do custo marginal ({\displaystyle CMg}) com o custo médio ({\displaystyle CMe}), no seu ponto mínimo, é denominado por limiar de rentabilidade. Neste ponto, a receita total ({\displaystyle RT})é exatamente igual ao custo total ({\displaystyle CT}), pelo que o lucro é zero ({\displaystyle LT=0}).
Condições do limiar de rentabilidade
Para {\displaystyle LT=0} Termos,
{\displaystyle LT=RT-CT}
{\displaystyle CT=RT}, logo
{\displaystyle P=CMe=CMg}

### Exemplo
Em uma empresa, o custo, em reais, para produzir q unidades de televisores é dado por {\displaystyle C(q)=0,02q^{3}-6q^{2}+900q+1000}. O custo marginal é dado pela derivada da função. 

Assim, {\displaystyle Cmg={\frac {dC}{dq}}=0,06q^{2}-12q+900}.